# Ener Julio
Ener Julio est un boxeur colombien né le 14 octobre 1973 à Carthagène des Indes.

## Carrière
Passé professionnel en 1994, il devient champion du monde des poids super-légers WBO le 22 juillet 2000 après sa victoire aux points contre Randall Bailey. Julio se voit destitué de son titre l'année suivante pour ne pas l'avoir défendu dans le délai imparti puis perd contre le nouveau champion de la catégorie DeMarcus Corley le 19 janvier 2002.

## Référence
1. ↑  (en) DeMarcus Corley vs. Ener Julio (boxrec.com)